# George Edward Moore
George Edward Moore, bekend als G.E. Moore (Londen, 4 november 1873 - Cambridge, 24 oktober 1958), was een invloedrijk Engels filosoof en hoogleraar werd aan de Universiteit van Cambridge. Met Gottlob Frege. Bertrand Russell en Ludwig Wittgenstein wordt hij gerekend tot grondlegger van de analytische filosofie.
Moore geniet bekendheid door zijn verdediging van een ethisch non-naturalisme, zijn klemtoon op gezond verstand in het filosofische discours, en door de naar hem genoemde Paradox van Moore. Hij werd bewonderd door andere filosofen en door de Bloomsburygroep, maar is (in tegenstelling tot zijn vriend en collega Russell) minder bekend buiten de academische wereld. Moores essays getuigen van een duidelijke en omzichtige schrijfstijl, en een methodische en geduldige aanpak van filosofische problemen.
Zijn bekendste werken zijn Principia Ethica waarin hij de term  "naturalistische dwaling"  (naturalistic fallacy) introduceerde, en zijn essays The Refutation of Idealism, A Defence of Common Sense, en A Proof of the External World.

## Levensloop
Moore werd geboren in Upper Norwood, Croydon in Groot-Londen als vierde van de zeven kinderen van Daniel Moore en Henrietta Sturge. Zijn vader en grootvader waren arts en de laatste was ook bekend als schrijver. Zijn oudste broer, Thomas Sturge Moore, verwierf bekendheid als dichter, schrijver en kunstenaar.
Na de Dulwich College kostschool werd hij in 1892 toegelaten tot het Trinity College in Cambridge, waar hij de klassiekers en moraalwetenschappen studeerde. In 1898 werd hij benoemd tot Fellow aan het Trinity College. Van 1925 tot 1939 was hij hoogleraar Filosofie van de geest en logica aan de Universiteit van Cambridge.
In het academische jaar 1918-19 diende Moore als president van de Aristoteles Society. Moore was verder een voornaam lid was van het geheime Cambridge Apostles genootschap. Hij was verder lid van de British Academy. In 1951 ontving hij de Britse Order of Merit.

## Filosofie
Moore stond kritisch tegenover de filosofie omdat deze geen vooruitgang kende. Dit gebrek staat in schril contrast met de vorderingen in de natuurwetenschappen sinds de renaissance. Vaak loofde hij het analytische redeneervermogen van Thales van Milete, een vroeg-Griekse filosoof, omwille van zijn analyse van de betekenis van de term "landschapsarchitectuur". Moore meende dat Thales' redeneerkunst een zeldzaam voorbeeld was van filosofisch onderzoek met praktische gevolgen. Hij was daarnaast een belangrijk criticus van het Brits idealisme, waar hij zelf mee brak, en de analytische methode als alternatief mee hielp uitwerken.

### Scepticisme
Hij is voornamelijk bekend vanwege zijn felle strijd tegen elke vorm van scepticisme. Zijn eigen filosofie kan getypeerd worden als een common sense filosofie: het gezond verstand was volgens Moore juist en moest niet gelegitimeerd worden. Sceptische twijfels van allerlei soort waren voor Moore uit den boze. De filosoof Ernest Gellner stelde dan ook dat "Descartes once started a new philosophic tradition by trying to doubt everything. Moore started another by firmly refusing to doubt anything. [...] Moore refused to leave common sense at the door with his umbrella when he came in to do philosophy."
Moore reageerde vooral fel tegen het scepticisme omtrent het bestaan van een buitenwereld: we zouden niet zeker kunnen weten of er überhaupt wel een buitenwereld bestaat. In feite bestaat zijn argumentatie uit twee argumenten. Een is direct gericht aan Bertrand Russell, die een soort van scepticisme vooropstelde. Moore stelt echter dat men hierbij vier aannames moet doen:
1. Ik kan deze zaken niet meteen kennen (bijvoorbeeld de buitenwereld)
2. Ze volgen niet logisch en noodzakelijk uit iets anders waar ik meteen mee vertrouwd ben
3. Mijn kennis zou (dit volgt uit (1) en (2)) moeten gebaseerd zijn op een analogiebewijs of een vorm van inductie.
4. De kennis die op deze wijze tot stand komt, is geen zekere kennis.

Moore zal nu echter betogen dat er geen reden is om te stellen dat deze vier assumpties aannemelijker zijn dan assumpties als "dit potlood bestaat" of "jij bent een bewust wezen". Hij schrijft:
"I cannot help answering: It seems to me more certain that I do know that this is a pencil and that you are conscious, than that any single one of these four assumptions is true, let alone all four. [...] Nay more: I do not think it is rational to be as certain of any one of these four propositions as one of the proposition that I do know that this is a pencil."
Het bekendste argument is echter het tweede. Hier tracht hij de kennis van de buitenwereld aan te tonen door te verwijzen naar bepaalde futiliteiten waar we zo zeker van zijn dat ze bestaan, en aldus moet men het bestaan van een buitenwereld erkennen. Hij schrijft:
I can prove now, for instance, that two human hands exist. How? By holding up my two hands, and saying, as I make a certain gesture with the right hand, "Here is one hand," and adding, as I make a certain gesture with the left, "and here is another." And if, by doing this, I have proved ipso facto the existence of external things, you will all see that I can also do it now in numbers of other ways: there is no need to multiply examples.

### Ethiek
Een van de belangrijkste werken van Moore was zijn in 1903 verschenen Principia Ethica waarin hij de notie "naturalistische dwaling"  (naturalistic fallacy) introduceerde. Dit is een drogreden die volgens Moore wordt begaan wanneer een filosoof de notie van "het goede" probeert te funderen in een "natuurlijk" concept zoals genot of graad van beschaafdheid. 
Theorieën die hieronder vallen zijn bijvoorbeeld het utilitarisme van Jeremy Bentham of het sociaal darwinisme van Herbert Spencer. Volgens Moore zijn zulke herdefiniëringen van "het goede" foutief omdat men dan nog steeds kan vragen of die zaken (zoals genot of beschaving) wel echt goed zijn. Deze vragen blijven volgens Moore open voor discussie, terwijl als genot of beschaving echt overeen zouden komen met het goede, dan zouden dit triviaal te beantwoorden vragen zijn.

### Taalfilosofie
Anderzijds is Moore ook gekend door het aankaarten van een paradox in de taal, bekend onder de term Moore's paradox: men kan de zin "het regent, maar ik geloof het niet." uitspreken zonder in enige logische contradictie te vervallen. Dit terwijl het toch op een bepaalde manier als onzinnig overkomt: het is niet duidelijk hoe men én kan geloven dat het regent, én tegelijkertijd overtuigd kan zijn van het tegendeel van deze stelling. Ook wordt de term "Moorean phrases" wel gebruikt, zo bedacht door Ludwig Wittgenstein die sterk onder de indruk van deze voorbeelden was.

## Werken
- The Nature of Judgment, 1898.
- Principia Ethica, 1903.
- Review of Franz Brentano's The Origin of the Knowledge of Right and Wrong, 1903.
- The Refutation of Idealism, 1903.
- Ethics, 1912.